# Скшипашек, Аркадиуш
Аркадиуш Скшипашек (пол. Arkadiusz Skrzypaszek; род. 20 апреля 1968, Освенцим, Малопольское воеводство, Польша) — польский пятиборец, двукратный олимпийский чемпион, призёр чемпионата мира и Европы.

## Биография
Аркадиуш Скшипашек родился 20 апреля 1968 года в Освенциме, в семье Йозефа и Галины Рыковски (пол. Rykowski). В 1989 году окончил среднюю школу в Зелена — Гуре, после чего в Академии физической культуры им. Е. Кукучки в Катовице в 1995 году получил степень магистра в области физического воспитания. За демонстрацию значительных успехов в пятиборье уже в возрасте двадцати лет был включен в состав сборной Польши на Летние Олимпийские игры 1988 года в Сеуле. Закончил карьеру в достаточно раннем возрасте, посвятив свое время бизнесу, спустя некоторое время после Летних Олимпийских игр 1992 года в Барселоне.
В 2017 году Олимпийский комитет Польши проводил разного рода мероприятия в польских городах, что было приурочено к проведению первых Олимпийских игр в Афинах в 1896 году. Параллельно с этим проводилось чествование спортсменов, которые 25 лет назад довольно успешно выступили на Летних Олимпийских играх 1992 года в Барселоне. На праздничной выставке упоминались золотые медали Аркадиуша Скшипашека.

### Олимпийские выступления
Единственными успешными и последними в карьере Скшипашека олимпийскими соревнованиями стали Летние Олимпийские игры 1992 года в Барселоне. С результатом 16,018 золото в командных соревнованиях по современному пятиборью выиграла польская команда (Аркадиуш Скршипашек, Дариуш Гоздзяк, Мацей Чижович). Второе место заняла Объединённая команда (15,924), а третье итальянская команда (15,760).
По-мимо этого Скшипашек завоевал золотую медаль в личном первенстве. С результатом 5,559 он оставил позади соперников из Венгрии (Аттила Мижер — 5,446, 2е место) и Объединённой команды (Эдуард Зеновка — 5,361, 3е место).

## Примечание
1. ↑  Arkadiusz Skrzypaszek | PZPNow. PZPNow (пол.). Архивировано 3 июня 2017. Дата обращения: 16 октября 2017.
2. ↑  Polski Komitet Olimpijski. Biografie • Polski Komitet Olimpijski (пол.). www.olimpijski.pl. Дата обращения: 16 октября 2017. Архивировано 16 октября 2017 года.
3. ↑  Retro TVP Sport. Złoty medal Skrzypaszka w Barcelonie (IO 1992). Архивировано 29 июля 2017. Дата обращения: 16 октября 2017.
4. ↑  Polish Olympic Committee holds 53rd edition of Central Inauguration of the Olympians' Days. 16 апреля 2017. Архивировано 16 октября 2017. Дата обращения: 16 октября 2017.
5. ↑  Modern Pentathlon at the 1992 Barcelona Summer Games: Men's Team (англ.). Olympics at Sports-Reference.com. Дата обращения: 16 октября 2017. Архивировано из оригинала 6 августа 2009 года.
6. ↑  George Constable. XXV Olympiad: Barcelona 1992, Lillehammer 1994. — Warwick Press Inc., 2015-11-18. — 667 с. — ISBN 9781987944228. Архивировано 16 октября 2017 года.
7. ↑  John Nauright. Sports around the World: History, Culture, and Practice [4 volumes: History, Culture, and Practice]. — ABC-CLIO, 2012-04-06. — 2057 с. — ISBN 9781598843019. Архивировано 17 октября 2017 года.
8. ↑  Modern Pentathlon at the 1992 Barcelona Summer Games: Men's Individual (англ.). Olympics at Sports-Reference.com. Дата обращения: 16 октября 2017. Архивировано из оригинала 6 августа 2009 года.